# ミラノ・トリエンナーレ
ミラノ・トリエンナーレ (Triennale di Milano) は、イタリアのミラノで開催される美術展覧会である。1923年にモンツァで装飾芸術のビエンナーレとして始まり、1930年からはトリエンナーレとなっている。ミラノに移ったのは1933年からである。
デザイン・ファッション・建築・都市計画・メディアアートなど、産業と芸術との関係を扱ってきた。
1933年の開催から博覧会国際事務局（BIE）によって国際博覧会（特別博）に認定されている。

## 沿革
発端は1923年にさかのぼり、建築と工業デザインの公募展を隔年開催することにして、初回から第5回までモンツァで開催した。1933年にミラノへ移設、開催の間隔も3年ごとに変更する。会場もジオヴァンニ・ムツィオ Giovanni Muzio設計で新設したばかりの「芸術王宮」Palazzo dell’Arte に固定し、広場にはジオ・ポンティの「白い塔（Torre Branca）をあしらった。
第5回開催はポンティと芸術家のマリオ・シローニ Mario Sironi の尽力で視覚芸術部門を増やすと、壁画を手がけるジョルジョ・デ・キリコ、マッシモ・カンピリ Massimo Campigli、カルロ・カッラが出展し、この年から1996年まで博覧会国際事務局の特別博に位置付けられる。
これまでに出展した作家の一部を紹介すると、ルチオ・フォンタナ Lucio Fontana、エンリーコ・バジ Enrico Baj、アルトゥーロ・マルティニ Arturo Martini、ジオ・ポモドーロ Gio Pomodoro、アルベルト・ブッリ、マリオ・メルツ Mario Merz、ジュリオ・パオリーニ Giulio Paolini、ミケランジェロ・ピストレット Michelangelo Pistoletto の名を挙げることができる。
この展覧会史上、1940年、1973年と1996年の3回、開催を見合わせた。

## 開催一覧
- 第1回ミラノ・ビエンナーレ（英語版、イタリア語版）[5]
- 第2回ミラノ・ビエンナーレ（英語版、イタリア語版）[5]
- 第3回ミラノ・ビエンナーレ（英語版、イタリア語版）[5]
- 第4回ミラノ・トリエンナーレ（英語版、イタリア語版）[5]
- 第5回 1933年ミラノ・トリエンナーレ[5]
- 第6回 1936年ミラノ・トリエンナーレ[5]
- 第7回 1940年ミラノ・トリエンナーレ[5]
- 第8回 1947年ミラノ・トリエンナーレ[5]
- 第9回 1951年ミラノ・トリエンナーレ[5]
- 第10回 1954年ミラノ・トリエンナーレ[5]
- 第11回 1957年ミラノ・トリエンナーレ[5]
- 第12回 1960年ミラノ・トリエンナーレ[5]
- 第13回 1964年ミラノ・トリエンナーレ[5]
- 第14回 1968年ミラノ・トリエンナーレ[5]
- 第15回 1973年ミラノ・トリエンナーレ（英語版）[5]
- 第16回  1979-1982年ミラノ・トリエンナーレ （英語版）[5]
- 第17回 1988年ミラノ・トリエンナーレ[5]
- 第18回 1992年ミラノ・トリエンナーレ[5]
- 第19回 1996年ミラノ・トリエンナーレ[5]
- 第20回 2001-2004年ミラノ・トリエンナーレ
- 第21回 2016年トリエンナーレ（英語版）[6]
- 第22回 2019年トリエンナーレ（英語版）